# 毛呂川 (愛知県)
毛呂川（けろがわ）は、愛知県岡崎市北東部を流れる河川。

## 概要
岡崎市切山町から同市桜形町まで約6kmを流れている。毛呂口（毛呂町）で小久田川と合流し、日興橋付近で乙川に流れ込む。
第1支川流域の桜形町日面、第4支川流域の桜形町平岩は、愛知県西三河建設事務所より土砂災害警戒区域等における土砂災害防止対策の推進に関する法律（土砂災害防止法）の土砂災害警戒区域（土石流）となっている。
毛呂川の伏流水は毛呂浄水場により、岡崎市内で水道水として利用されている。
乙川など他の河川とともに、男川漁業協同組合が漁業権を持っている。

## 支流
- 小久田川

## 主な橋梁
- 桜橋 - （国道473号）
- 日興橋 - （愛知県道35号岡崎設楽線）